# Andrzej Łapa
Andrzej Łapa (ur. 22 grudnia 1948 w Myślenicach) – polski lutnik, pedagog muzyczny, wykładowca akademicki, profesor sztuk muzycznych.

## Życiorys
Od 1962 do 1967 uczył się lutnictwa w Technikum Budowy Instrumentów Lutniczych w Nowym Targu. W 1972 ukończył Wyższą Szkołę Rolniczą w Poznaniu, uzyskując tytuł magistra inżyniera technologii drewna (praca na temat właściwości akustycznych podstawka skrzypcowego). Pod kierunkiem prof. Heleny Harajdy studiował tematykę akustyki instrumentów muzycznych, zwłaszcza lutniczych. Od 1977 był nauczycielem lutnictwa w poznańskim Liceum Muzycznym im. Mieczysława Karłowicza, a od 1979 wykładał lutnictwo i konserwację lutniczą na Akademii Muzycznej w Poznaniu. Od 1982 był konserwatorem instrumentów lutniczych w Muzeum Instrumentów Muzycznych w Poznaniu. Był przewodniczącym sekcji Lutniczej Towarzystwa Muzycznego im. Henryka Wieniawskiego w Poznaniu, a także (od 1977) członkiem Związku Polskich Artystów Lutników i pełnił tam funkcję członka komisji kwalifikacyjnej (1982-1985). Był członkiem komitetu redakcyjnego czasopisma tego związku Lutnictwo. W 2005 uzyskał tytuł profesora sztuk muzycznych. 
W 1979 zdobył pierwszą nagrodę na I Ogólnopolskim Konkursie Lutniczym im. Z. Szulca w Poznaniu. 
Zbudował około trzydzieści instrumentów, głównie skrzypiec, ale również dwie gitary. W 1983 stworzył kopię pochette z XVI wieku, której oryginał zbudował Giovanni Bressani. W pierwszym okresie swojej twórczości budował modele akademickie, w stylu "Reis" Antonio Stradivariego. Około 1980 zmienił nieco styl, poszerzając talię konstruowanych instrumentów i zmieniając trochę łuki górne konturu i narożniki. Od 1983 podejmował próby syntezy swoich wcześniejszych doświadczeń. Stosował lakier spirytusowy. Odcienie jego instrumentów są złotopomarańczowe, ciemnowiśniowe i żółtobrązowe. 

## Odznaczenia
Otrzymał m.in. następujące odznaczenia:
- Brązowy Krzyż Zasługi w 1983,
- Odznakę Zasłużony Działacz Kultury w 1983,
- Złoty Krzyż Zasługi w 2002,
- Medal i dyplom honorowy ZPAL za zasługi wniesione na rzecz rozwoju współczesnej polskiej sztuki lutniczej w 2004,
- Medal Komisji Edukacji Narodowej w 2006,
- Srebrny Medal "Zasłużony Kulturze Gloria Artis" w 2010[2].